# Querelle du Filioque

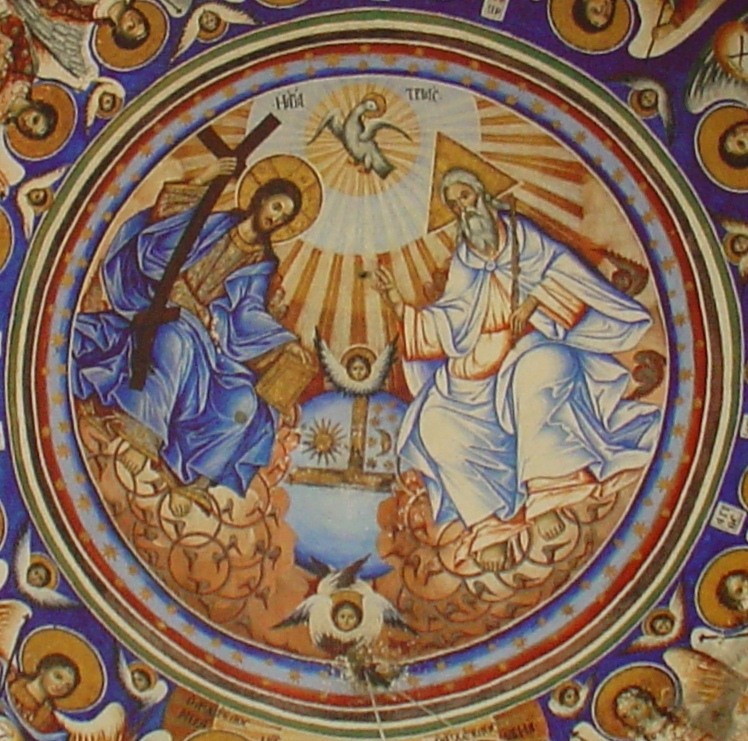
Icône de la Trinité au monastère de Vatopedi, République monastique du Mont-Athos en Grèce.

La querelle du Filioque (prononciation : /fi.ljɔ.kwe/) est un différend théologique qui oppose l'Église catholique et l'Église orthodoxe dans l'expression du dogme de la Trinité à partir de la fin du VIIe siècle. Le sujet du différend est la manière d'exprimer la relation entre le Saint-Esprit et les deux autres Personnes divines, sachant que le terme utilisé est procession et que cette procession peut être dite « du Père » (sous-entendu seulement), « du Père par le Fils », ou « du Père et du Fils », ce qui en latin se dit « Patri Filioque ». L'ajout de ce mot dans le Symbole de Nicée-Constantinople au sein de l'Église latine s'est fait petit à petit. Il a constitué, à partir de 867, le principal grief de l'Église orthodoxe contre l'Église catholique, et il est encore aujourd'hui considéré par la première comme la principale cause du Grand Schisme de 1054.

## Historique

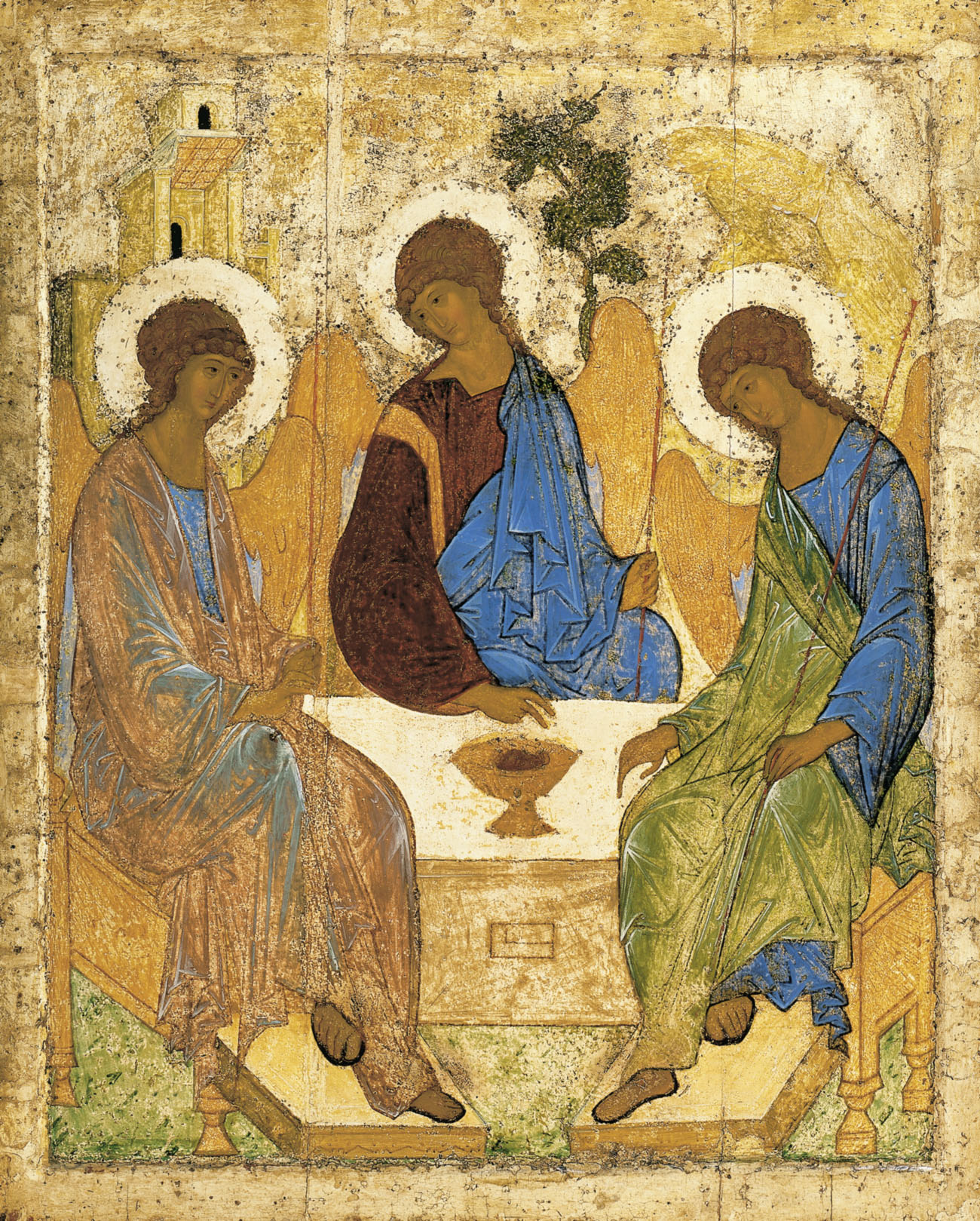
Icône dite de la Trinité d'Andreï Roublev.

### Le symbole de Nicée-Constantinople
Le Premier concile de Constantinople, deuxième concile œcuménique, a en lieu de Mai à Juillet 381. Il a surtout voulu définir la divinité du Saint-Esprit contre les Macédoniens, qui niaient la divinité du Saint-Esprit. Il s'oppose aussi aux ariens, en particulier aux partisans d'Apollinaire de Laodicée, de Sabellius de Ptolémaïs, de Marcel d'Ancyre, de Photin de Sirmium, d'Eunome de Cyzique, et d'Eudoxius de Constantinople. Il sera reconnu par le pape Vigile, quant à ses affirmations doctrinales, en même temps que le Deuxième concile de Constantinople de 553.
Le Symbole de Nicée-Constantinople qui y fut élaboré proclame en langue grecque : « Nous croyons en l'Esprit-Saint, qui est Seigneur et qui donne la vie, qui procède du Père (τὸ ἐκ τοῦ Πατρὸς ἐκπορευόμενον), qui avec le Père et le Fils est adoré et glorifié, qui a parlé par les prophètes. » Cette profession de foi fut par la suite largement reprise en Orient comme profession de foi baptismale. Avant 518, elle est introduite dans la liturgie de la messe à Constantinople.
Les Pères grecs et latins du IVe siècle énoncent clairement la procession du Saint-Esprit du Père et du Fils. Ils n'ont cependant pas ajouté le terme filioque au credo pour deux raisons : la première est que le symbole de Nicée était particulièrement vénéré ; la seconde est que les Pères ne voulaient pas soulever de nouvelles hérésies par cet ajout.

### L'origine espagnole du Filioque

#### Professions de foi privées
La plus ancienne profession de foi privée qui nous est connue est la Fides Damasi, où l'on peut lire : « Credimus ... Spiritum Sanctum de Patre et Filio procedentem », c'est-à-dire : « Nous croyons ... que le Saint-Esprit procède du Père et du Fils ». Elle provient d'un synode anti-priscillianiste tenu à Saragosse en 380. Caspari a publié, dans la même veine anti-priscillianiste, une Expositio fidei catholicæ issue de l'abbaye de Bobbio au IVe ou au Ve siècle, où l'on peut lire : « Spiritus Sanctus processit a Patre et accepit de Filio », c'est-à-dire : « le Saint-Esprit procède du Père et le reçoit du Fils ». On trouve ainsi, en Espagne et en Gaule, plusieurs autres professions de foi privées, telles que celle du pseudo-Gennade de Marseille, celle attribuée à Grégoire le Grand ou encore celle de Victrice de Rouen. 

#### Professions de foi conciliaires
À partir de ces professions de foi privées, plusieurs conciles espagnols ont promulgué cette croyance dogmatique de la procession du Saint-Esprit du Père et du Fils. À première vue, le premier concile de Tolède de l'an 400, et à sa suite le synode de Tolède de 447, auraient professé ce dogme. Mais Dom Morin croit qu'en réalité, il serait l'œuvre d'un certain Pastor, évêque de Gallice, et daterait de 433.
Plus tard, au quatrième concile de Tolède, en 633, et au sixième concile de Tolède, en 638, on retrouve la croyance dogmatique en la procession du Saint-Esprit du Père et du Fils. Mais ces fois encore, selon le P. de Régnon, les documents ne seraient pas authentiques et proviendraient d'une source plus ancienne, issue des grecs d'après leur forme, leur langage et la suite de leurs déductions.

#### Addition du filioque en Espagne

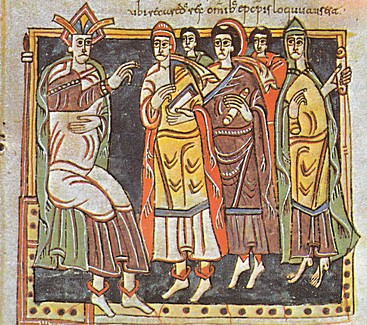
Le troisième concile de Tolède : le roi Récarède Ier et les évêques.

Il semble que les conciles espagnols, après avoir inséré le filioque dans leurs professions de foi, aient voulu lui donner une plus grande diffusion en l'intégrant au symbole de Constantinople. Pour certains théologiens, cette insertion a eu lieu en 447 dans un synode de Tolède.
Cependant, l'opinion la plus couramment admise est que c'est en 589, au troisième concile de Tolède, présidé par Léandre de Séville, qu'a eu lieu l'insertion du filioque au symbole de Constantinople. Le roi Récarède avait décidé en effet l'abandon de l'arianisme par les Wisigoths, et ce fut l'occasion de l'insertion. Notons que tous les manuscrits des actes de ce troisième concile de Tolède ne mettent pas Filioque dans le texte du symbole, tandis que tous le mettent dans la profession de foi que les convertis de l'arianisme devaient prononcer.
Il y fut décidé aussi que le symbole de Constantinople, avec l'ajout du filioque, serait récité par les Églises d'Espagne et des Gaules, en précisant bien secundum formam orientalium ecclesiarum concilii constantinopolitani, id est, centum quinquaginta episcoporum (selon la forme du Concile de Constantinople des Églises d'Orient, c'est-à-dire des cent cinquante évêques). Il est à remarquer que les Pères de ce troisième concile de Tolède se réfèrent explicitement au symbole de Constantinople, tout en ne donnant pas d'éclaircissements sur les raisons de l'ajout du filioque. On peut en conclure qu'ils n'en ont pas été les auteurs.

### Le Filioque et l'Église romaine
Pour comprendre l'attitude de l'Église romaine quant à la question du filioque, il faut distinguer entre l'affirmation de la vérité dogmatique exprimée par cette formule et son ajout dans le symbole de Constantinople. Le premier point apparaît si l'on considère Léon le Grand, Hormisdas ou Grégoire le Grand. Pour le second point, l'histoire des papes montre qu'ils ont longtemps jugé bon de temporiser, considérant que cela pouvait heurter l'Église grecque et que cela pouvait faire naître de nouvelles hérésies.

#### Prudence des papes jusqu'à l'époque de Charlemagne
Alors que les conciles espagnols professent ouvertement leur croyance au filioque, les papes de l'époque le passent sous silence dans leurs professions de foi. Ainsi, Pélage Ier ne l'évoque pas dans la profession de foi qu'il envoie à Childebert, roi des Francs. De même le pape Agathon pour l'empereur Constantin Pogonat et ses deux frères.
Certains théologiens catholiques ont affirmé que le pape Damase aurait ajouté le filioque au symbole de Constantinople pour lutter contre les hérétiques qui affirmaient que le Fils était le père du Saint-Esprit. Cette assertion a trois sources. La première est l'historien Scylix cité par Manuel Calécas. La seconde est le témoignage de Georges Aristinos invoqué par Joseph de Méthone. La troisième est le canoniste byzantin Alexis Aristène. Cependant, il semble étonnant que le pape Damase ait inséré le filioque au symbole de Constantinople alors que ses successeurs ont hésité si longtemps à l'approuver. Une explication serait que les grecs ait attribué au pape Damase la Fides Damasi, qui proviendrait en fait d'un concile tenu à Saragosse en 380.
Par conséquent, il faut descendre jusqu'en 767, au Concile de Gentilly convoqué par Pépin le Bref, pour voir traitée la question de la procession du Saint-Esprit du Père et du Fils. Malheureusement, les actes de ce concile ont été perdus, ce qui empêche de tirer une conclusion définitive.

#### Le concile de Frioul
Les livres carolins sont composés en 794 par ordre de Charlemagne. Or, ils contiennent un blâme sévère de l'affirmation suivante de Taraise de Constantinople, « le Saint-Esprit procède du Père par le Fils », alors que, pour leurs chroniqueurs, il aurait du dire : « le Saint-Esprit procède du Père et du Fils ». On en déduit au passage que la doctrine du filioque était répandue dans tout l'empire franc. Alors, le pape Adrien Ier (772-795) défendit le patriarche Taraise et appela au respect du deuxième concile de Nicée. Pour trancher la question, Paulin d'Aquilée convoqua un concile à Frioul en 796. Il y affirma que les symboles de Nicée et de Constantinople devaient rester intacts. Notons que la défense de toucher aux symboles n'excluait pas la possibilité de rendre les dogmes plus accessibles aux fidèles, en particulier par des moyens d'éclaircissement insérés aux symboles. C'est la raison pour laquelle les Pères de ce concile ont ajouté le filioque au symbole de Constantinople,. Cela a suscité des réactions chez certains théologiens orthodoxes, en particulier Zoernikav, qui affirma que les actes de ce concile avaient été falsifiés. Voici comment Paulin d'Aquilée exprima sa pensée à propos de l'intégrité du symbole proposé : Non est in argumento fidei addere vel minuere ea, quæ a sanctis Patribus bene salubriterque sunt promulgata : secundum eorum sensum recte sentire, et exponendum eorum subtile supplere ingenium : sed addere vel minuere subdole contra sacrosanctam eorum sensum, aliter quam illi, callida tergiversatione diversa sentire, et confuso stylo perversum dogma componere..

#### Le pape Léon III et le concile d'Aix-la-Chapelle

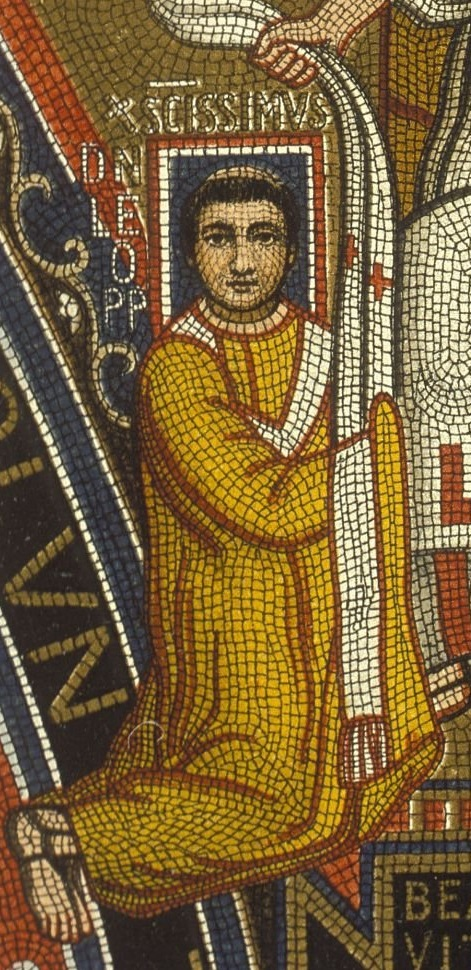
Le pape Léon III représenté sur une mosaïque du triclinium leoninum de l'ancien palais du Latran, à Rome.

En 807, deux moines du couvent latin du mont des Oliviers à Jérusalem se rendirent à Aix-la-Chapelle, envoyés par le patriarche de Jérusalem et accompagnant une ambassade du calife Hâroun ar-Rachîd, qui avait donné à Charlemagne une sorte de suzeraineté nominale sur la ville de Jérusalem. Ils découvrirent là l'usage de chanter le Credo avec le filioque. De retour à Jérusalem, ils l'introduisirent dans leur couvent, provoquant une réaction violente des moines grecs du couvent de Saint-Sabas. Les moines latins firent alors appel au pape Léon III, en lui demandant conseil. Charlemagne, auquel le pape envoya une copie de la lettre des moines et de sa réponse, demanda à des théologiens, Théodulf, évêque d'Orléans, Smaragde, abbé de Saint-Mihiel et Arn, archevêque de Salzbourg, d'étudier le problème de façon plus profonde. Tous trois conclurent à la validité de l'ajout du filioque au symbole de Constantinople. Théodulf écrivit à cette occasion le traité De Spiritu Sancto.
À la suite de ces événements, Charlemagne organisa un concile à Aix-la-Chapelle en novembre 809 pour affirmer la doctrine selon laquelle l'Esprit-Saint procède du Père et du Fils. Une délégation du concile demanda au pape Léon III la confirmation des actes. Léon III déclara orthodoxe la doctrine selon laquelle le Saint-Esprit procède du Père et du Fils, et émit le souhait qu'elle se répande parmi les fidèles. Cependant, il désapprouva le fait de chanter le symbole avec le filioque lors de la messe. La raison qu'il invoqua face aux envoyés de Charlemagne qui s'étonnaient qu'on ne doive pas chanter un dogme nécessaire au salut était double : d'une part, les Pères du concile de Constantinople avaient défendu d'y ajouter quoi que ce soit, et, d'autre part, ce symbole ne contenait pas toutes les vérités de foi, donc l'ajout du filioque n'était pas nécessaire. Pour éviter les scandales, Léon III suggéra d'imiter l'usage romain de ne pas chanter le Credo dans la messe. Après cette discussion, le pape fit placer dans la basilique Saint-Pierre au Vatican deux grandes plaques d'argent gravées du texte en grec et en latin, sans le filioque, du symbole de Constantinople. Pourtant, malgré ce geste fort du pape Léon III, on continua dans l'empire franc à employer dans la liturgie le Credo avec filioque. Il fallut attendre environ deux siècles pour le voir accepté à Rome,,.

### La rupture entre Rome et Constantinople au temps du patriarche Photius
Un demi-siècle plus tard, Photius, patriarche de Constantinople, réagit vivement à l'introduction du filioque au symbole dans certaines parties de l'Église d'Occident. En 867, il réunit un synode à Constantinople pour déposer le pape Nicolas Ier et rédigea une lettre aux patriarches d'Orient, où il dénonça dans les termes les plus forts l'ajout du filioque, évoquant par exemple une invention diabolique et un dogme impie. En 879, un concile fut réuni à Constantinople, où Photius produisit une lettre du pape Jean VIII, qui disait en substance : « Nous gardons le symbole, tel que nous l'avons reçu d'abord, sans y avoir rien ajouté, ni en avoir rien ôté, sachant bien quelle peine mériteraient ceux qui s'aviseraient de la faire ». Compte tenu des circonstances, la question de l'authenticité de cette lettre s'est posée. Certains auteurs catholiques estiment que Photius a fabriqué cette lettre,. D'autres auteurs catholiques ne le pensent pas. Sans aller jusqu'à une falsification, d'autres encore estiment que la lettre n'a pu être écrite par Jean VIII,. Les théologiens orthodoxes grecs et russes estiment quant à eux que la lettre est bien du pape Jean VIII,,,. Par la suite, les théologiens grecs font de cette addition du filioque la cause principale et permanente du schisme de 1054.

## Théologie

Le Scutum Fidei, symbole traditionnel de la Trinité en Occident.

### En amont du dogme, le donné biblique
Le passage le plus riche théologiquement pour décrire la spiration du Saint-Esprit est : « Quand viendra le Défenseur, que je vous enverrai d’auprès du Père, lui, l’Esprit de vérité qui procède du Père (Spiritum veritatis qui a Patre procedit, ou selon l'original grec, ὅ παρα toῦ πατρὸς ἐκπορεύεται), il rendra témoignage en ma faveur ». Les Grecs y voient la procession du Père, et les Latins y voient aussi la procession du Fils. 
Par ailleurs, dans l'Évangile selon Jean, il y a un parallèle entre le Fils et le Saint-Esprit. Ainsi, le Fils atteste le Père et l'Esprit atteste le Fils. Ou encore, le Fils glorifie le Père, et l'Esprit glorifie le Fils. Le Fils est envoyé par le Père et l'Esprit est envoyé par le Fils. Ceci ne signifie pas que l'Esprit ne soit dépendant que du Fils. Au contraire, le premier verset cité plus haut montre que la part qu'a le Père à l'Esprit vient avant celle du Fils.« L'Esprit prendra [du Fils] », et « tout ce que possède le Père est [au Fils] ». Ceci justifie la formule abrégée qui a Patre procedit.
Chez l'apôtre Paul, l'Esprit est souvent uni au Fils. Il est ordinairement question de l'Esprit de Dieu. Or, Paul a toujours en vue le génitif d'origine de la préposition grecque ἐκ (ek). Et comme on trouve aussi les expressions Esprit du Christ, Esprit du Seigneur, et Esprit du Fils, certains théologiens catholiques en tirent la conclusion que ce même génitif d'origine forme une trace de la procession Patri filioque.
Notons aussi l'expression dans l'Évangile selon Matthieu, « τὸ πνεῦμα toῦ πατρός » (to pneuma tou patros), qui renforce la spiration du Père, et celle du livre de l'Apocalypse, «... ἐκπορευόμενον ἐκ toῦ θρὸνου toῦ θεοῦ καὶ toῦ ἀρνίου» (ekporeuomenon ek tou thronou tou theou kai tou arniou), qui a une approche plus symbolique.

### Question de la procession «du Pèreparle Fils»

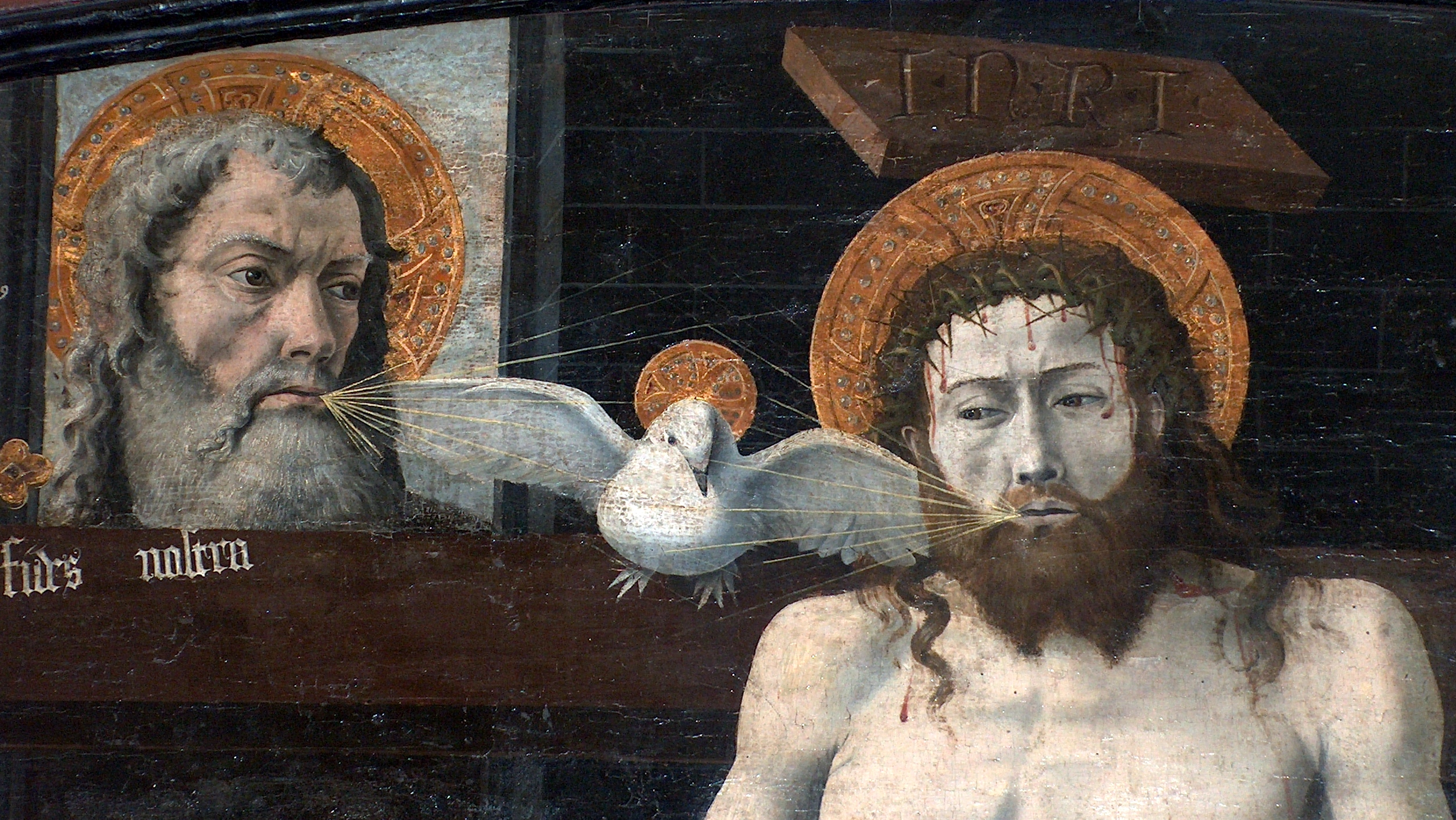
Le Saint-Esprit procédant du Père et du Fils, détail du retable de Boulbon, XVe siècle, musée du Louvre, Paris.

De plus, au milieu du VIIe siècle Maxime le Confesseur cite « les emplois concordants des Pères latins » (συμφώνους χρήσεις τῶν Ῥωμαίων Πατέρων) à cet égard,,, et affirme que « sur la procession, ils [les Romains] ont amené les témoignages des Latins, en plus, bien sûr, de saint Cyrille, dans l'étude sacrée qu'il fit sur l'Évangile de saint Jean. À partir de ceux-ci, ils ont montré qu'eux-mêmes ne font pas du Fils la cause de l'Esprit — ils savent, en effet, que le Père est la cause unique du Fils et de l'Esprit, de l'un par génération, de l'autre par procession (ἐκπόρευσιν) ; mais qu'ils ont voulu manifester le fait pour [l'Esprit] de sortir (προΐέναι) par Lui [le Fils] et établir ainsi la connexion et la non-différence de l'essence ».
La mise en doute par Vassilios Karayannis en 1988 de l'authenticité de l'écrit en question n'a pas été acceptée : on le cite sans hésitation dans des déclarations convenues entre catholiques et orthodoxes comme celle de la Commission théologique orthodoxe catholique d'Amérique du Nord en 2003 (Le Filioque : une question qui divise l'Église ?) et dans des déclarations de théologiens orthodoxes comme le métropolite Jean (Zizioulas) de Pergame. La pneumatologie de Maxime le Confesseur peut aussi être étudiée sous un autre angle, notamment grâce à ses "Questions à Thalassios" où l'on lit : "Exactement comme le Saint-Esprit, en son essence, subsiste naturellement de Dieu le Père, ainsi, en son essence, il est naturellement du Fils, car en termes d'essence, il procède ineffablement du Père par le Fils engendré",.
Or, à la suite de la profession de foi exprimée par le patriarche de Constantinople, Taraise (784-806), à l'occasion du deuxième concile de Nicée (787), selon laquelle le Saint Esprit procède du Père par le Fils, les théologiens de Charlemagne, paradoxalement, accusent le patriarche d'hérésie, mais le pape Adrien Ier le défend,.

### Fondements patristiques
La querelle autour de cette formulation reflète deux conceptions différentes du dogme de la Trinité.
Chez Tertullien (Adv. Prax. 4), Athanase d'Alexandrie (Ep. ad Serap. 3,1), Basile de Césarée (De Spiritu Sancto 18,47), Ambroise de Milan (De Spiritu Sancto I 120), Augustin d'Hippone (In Ioan. tr. 99,6 ; De Trin. XV 27, 48) et d'autres pères de l'Église, il existe des formulations sur lesquelles s'appuient la théologie ultérieure de la Trinité et l'utilisation du Filioque.
Pour le catholicisme, le Filioque exprime la communion consubstantielle entre le Père et le Fils : on parle alors de filioquisme. Pour le christianisme orthodoxe, l'Esprit est issu du Père seul quant à son existence hypostatique (personnelle): c'est le sens de la monarchie du Père, qui est seule cause, seul principe, seule source de la divinité. Il repose dans le Fils qui le manifeste et l'envoie dans la création. «Reste donc que les mots "procéder du Père par le Fils" signifient dans le style de la théologie succincte, que l'Esprit qui procède du Père, est rendu manifeste, se fait connaître, resplendit ou apparaît par le Fils» (Confession de Marc d'Éphèse).

### Arguments théologiques des catholiques

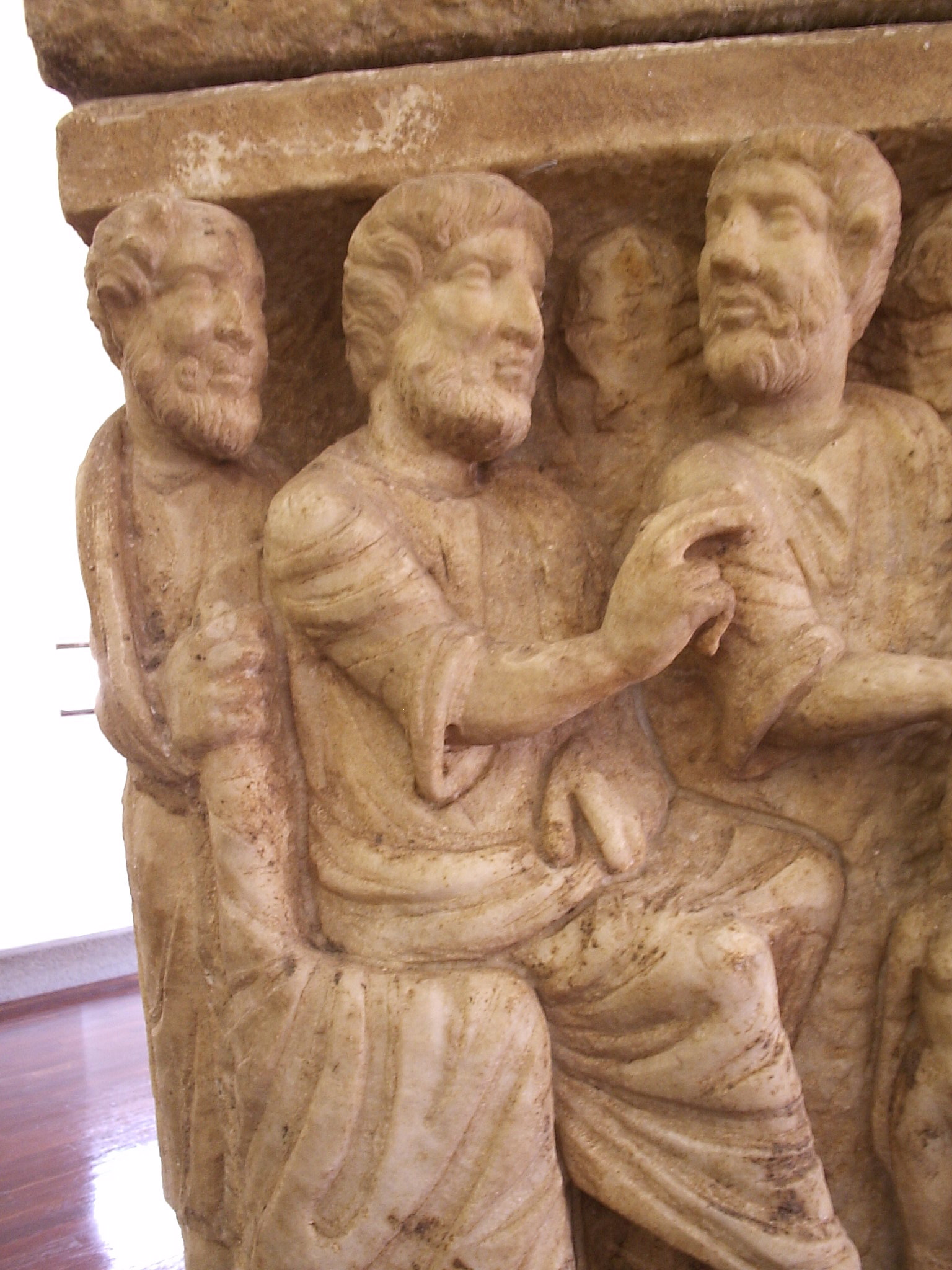
La plus ancienne représentation de la Trinité, sous les traits de trois personnages identiques : Sarcophage dogmatique (v. 320-340), musée Pio Cristiano, Rome.

Dans sa Somme théologique, Thomas d'Aquin écrit que, si le Saint-Esprit procédait uniquement du Père et non du Fils, « le Saint-Esprit ne pourrait en aucune manière être distingué personnellement du Fils ». Or, selon Thomas d'Aquin, les personnes divines ne se distinguent entre elles que par leurs relations : « Respondeo dicendum quod necesse est dicere spiritum sanctum a filio esse. Si enim non esset ab eo, nullo modo posset ab eo personaliter distingui. Quod ex supra dictis patet (« Je réponds en disant qu'il est nécessaire de dire que l'Esprit Saint est du Fils. En effet, s'il n'est pas de lui, d'aucune façon on ne peut le distinguer personnellement de lui »).
Dans son livre La Trinité, Augustin indique que le Père est tout entier Dieu, le Fils est tout entier Dieu et le Saint-Esprit est tout entier Dieu. Si le Saint-Esprit ne procédait pas du Fils comme il procède du Père, le Fils serait moins que le Père, ce qui serait un non-sens. Il indique également que le Père engendre éternellement le Fils et que le Père et le Fils spirent éternellement le Saint-Esprit, puisque la Trinité est hors du temps. Son livre contient plus de 400 pages sur ce sujet.
Théologiquement, l'Esprit-Saint est compris comme étant le "fleuve d'amour" infini que le Père donne au Fils, qu'en retour le Fils donne au Père, selon une spiration récursive, elle-même infinie ("Père, glorifie-Moi afin que Je Te glorifie"). Ainsi, et quoique les personnes du Père et du Fils en la Trinité soient infinies en elles-mêmes, l'amour parfait est l'amour qui se donne totalement. Il faut donc deux personnes divines, au moins, pour que cet amour infini s'échange, et engendre le Saint-Esprit, lequel devient lui-même un brasier d'amour. Et quoique le Père se soit aimé dans sa perfection infinie avant même que le Fils ne soit engendré avant tous les siècles, le Père ne pouvait se donner à lui-même, à cause de ce que la perfection de l'amour réside précisément dans le don de soi à une autre personne.
Il faut donc deux personnes divines pour que soit réalisé cet échange parfait. Et donc, l'Esprit-Saint ne peut procéder qu'à la fois du Père ET du Fils ensemble.

### Arguments théologiques des orthodoxes
Pour les orthodoxes, dire que sans le Filioque on ne pourrait pas distinguer le Fils et l'Esprit n'est aucunement pertinent puisque, outre le fait que cette affirmation repose sur une doctrine des personnes divines comme relations subsistantes (en disant que les noms des personnes divines indiquent les relations, les Pères veulent signifier que la distinction des hypostases consiste seulement dans leurs relations, et non que les personnes elles-mêmes sont relations), Jean Damascène, entre autres, nous a avertis (De la Foi orthodoxe, I, 8) : « Nous avons appris qu'il y a une différence entre génération et procession, mais de quelle manière a lieu cette différence, on ne peut le savoir. Il y a, en même temps, et la génération du Fils par le Père, et la procession du Saint-Esprit ».
Historiquement, le filioquisme est apparu dans les spéculations théologiques sur la Trinité d'Augustin d'Hippone auxquelles les orthodoxes reprochent, en plus de la confusion entre les attributs personnels et naturels expliquée supra, une conception des missions des personnes comme manifestations des processions éternelles, et une explication de ces dernières à partir d'analogies avec l'esprit humain. Il ne fait aucun doute que, lors du premier millénaire, l'affirmation de la nouvelle doctrine s'explique principalement par l'autorité d'un augustinisme s'imposant progressivement partout en Occident. La triadologie d'Augustin prise dans son ensemble est d'ailleurs moins un développement homogène du dogme qu'une doctrine en rupture.
Selon l'enseignement des Pères, Dieu étant à la fois monade et triade, deux sortes de propriétés seulement peuvent être attribuées aux personnes divines : les attributs essentiels possédés en commun par les trois personnes (la Bonté, l'Être, la Vie, la Sagesse...), et les attributs personnels (modes d'existence) incommunicables qui définissent chaque hypostase (le fait d'être inengendré pour le Père, la génération pour le Verbe, la procession pour l'Esprit). On voit immédiatement le problème : la spiration par le Père et le Fils « comme d'un seul principe » n'est ni un acte essentiel (ou alors le Saint-Esprit devrait se “spirer” aussi lui-même), ni une propriété personnelle incommunicable puisqu'elle est commune au Père et au Fils. Dire que l'Esprit procède du Père et du Fils ab utroque revient alors à déclarer, soit que les personnes du Père et du Fils sont indistinctes, soit que l'Esprit est une créature.
En ce qui concerne les citations authentiques des Pères grecs ou latins ante-augustiniens qui semblent évoquer une procession du Fils ou par le Fils, elles peuvent, suivant les contextes, signifier plusieurs choses, entre autres :
- Une simple expression de la consubstantialité trinitaire (cf. la Lettre à Marinos de Maxime le Confesseur et le commentaire de cette lettre par Jean-Claude Larchet[73]). Ainsi l'Esprit est dit « du Fils » en tant qu'Ils ont la même nature (voir par exemple Basile le Grand, Sur le Saint-Esprit, 18). C'est la consubstantialité de la troisième personne à l'égard des deux autres qui est exaltée dans des formulations souvent mal interprétées telles que celle-ci : « L'Esprit-Saint ne se conçoit pas étranger à l'essence du Monogène ; Il provient naturellement d'elle, aucun autre n'existe en dehors de Lui dans l'identité de nature, bien qu'il soit compris existant par Lui-même [...] Aucun être n'étant auprès de Lui que son Esprit, en raison de la consubstantialité » (Cyrille d'Alexandrie, Sur Jean, X et XV).
- Le fait que la génération du Fils soit considérée, logiquement mais non réellement, avant la procession de l'Esprit : le Fils en effet, avec son titre de « Monogène », a une relation immédiate au Père (celle de la filialité à la paternité), ce qui n'est pas le cas de l'Esprit. Néanmoins, cette relation directe ne signifie nullement une priorité dans l'ordre de l'être, dans le sens où le Fils recevrait son existence « avant » l'Esprit, ni à plus forte raison une médiation causale du Fils dans la spiration de l'Esprit (cf. Grégoire de Nysse, Ad Ablabium, GNO III-1).
- Selon Grégoire II de Chypre, le « resplendissement » éternel de l'Esprit à partir du Fils (car procédant du Père seul, Il repose éternellement dans le Fils).
- La manifestation des énergies divines dans le monde créé, qui jaillissent du Père, progressent par le Fils et se parachèvent dans l'Esprit Saint (voir Grégoire de Nysse, Lettres, V et XXIV). C'est l'Esprit dans son énergie (et non dans son essence hypostasiée) qui sort par le Fils.

## Dans la littérature
- L'académicien Jean d'Ormesson, dans son ouvrage Casimir mène la grande vie, fait tenir par ses nouveaux Robins des bois, entre deux missions, nombre de discussions érudites sur la querelle du Filioque.
- L'écrivain américain Robert Ludlum a construit autour de la querelle du Filioque le thriller The Gemini Contenders sorti de presse en 1976, édité en français sous le titre Le Duel des gémeaux chez Robert Laffont (coll. Best-sellers, 1994,  (ISBN 2-221-07356-8).
- L'écrivain finlandais Mika Waltari, dans son roman Jean le Pérégrin, nous fait vivre, au travers du personnage principal, le déroulement de la tentative d'union (ratée) entre les deux églises et la querelle du Filioque.